# أميرا البرج

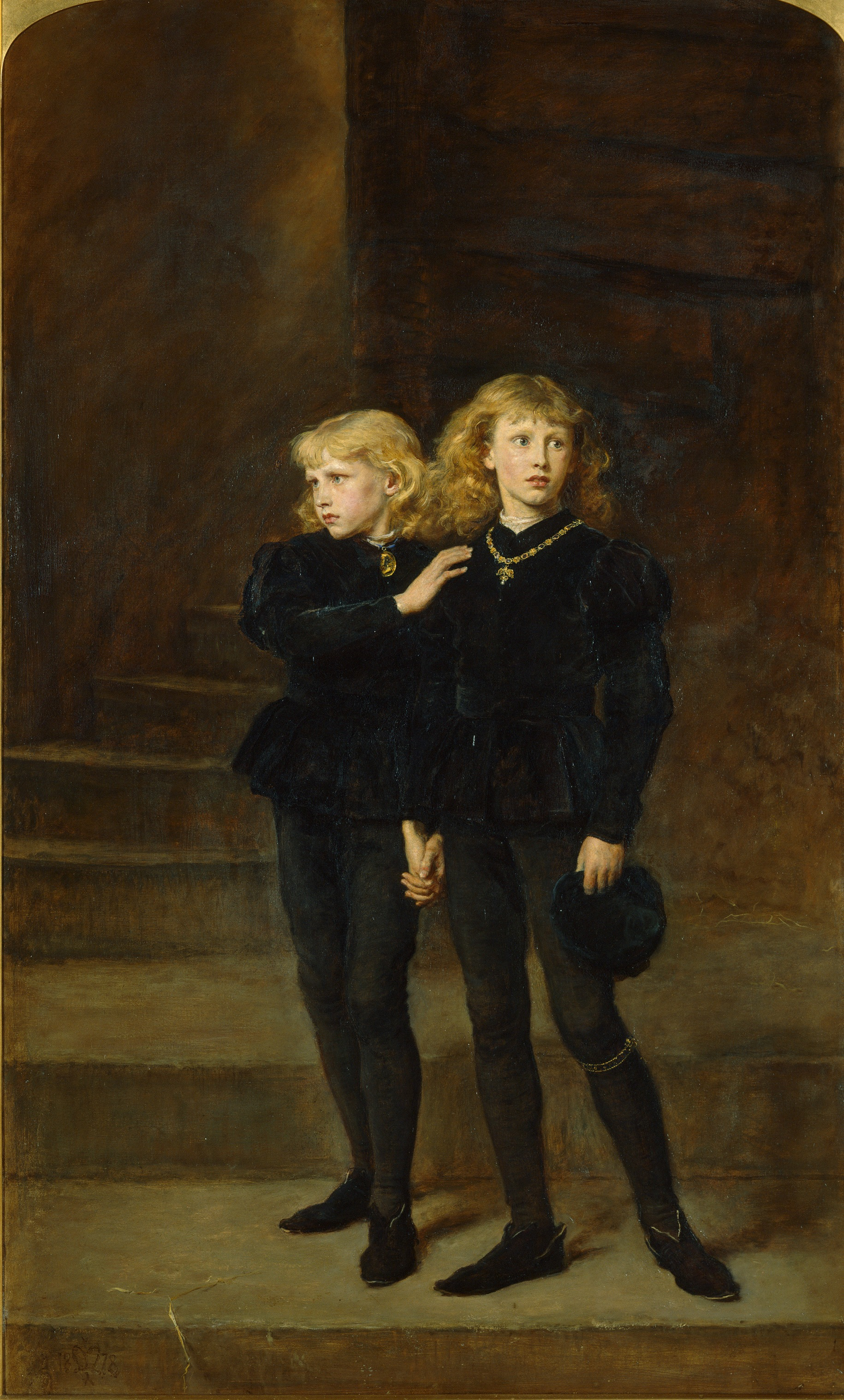
لوحة أميرا البرج التي رسمها جون إيفرت ميليه. في الصورة إدوارد الخامس على يمين الصورة وأخوه أمير ويلز الأمير ريتشارد على يسار الصورة في برج لندن

تستخدم عبارة أميرا البرج بشكل متكرر للإشارة إلى إدوارد الخامس، ملك إنجلترا وريتشارد شروزبري، دوق يورك الأول. كان الشقيقان الابنان الوحيدان لإدوارد الرابع، ملك إنجلترا وإليزابيث وودفيل الذين بقوا على قيد الحياة عند وفاة والدهما في عام 1483. عندما كانا في الثانية عشرة من العمر و9 سنوات، على التوالي، أسكنهما الرجل الذي عُين من أجل رعايتهما في برج لندن، وكان هذا الرجل هو عمهم، الوصي على العرش: ريتشارد، دوق غلوستر. كان من المفترض أن يكون هذا في سبيل الاستعداد للحفل القادم لتتويج إدوارد كملك. ومع ذلك، وقبل أن يتوج الملك الشاب، أُعلن أنه وأخوه مجهولي النسب. واعتلى عمهم ريتشارد العرش.
ولم يتضح ما حدث للأولاد بعد تسجيل آخر مشاهدة لهم في البرج. ويُعتقد بالعموم أنهم قتلوا؛ تقول الفرضية الشائعة أنهم قتلوا على يد ريتشارد في محاولة منه لضمان قبضته على العرش. ربما حدثت وفاتهم في وقت ما في عام 1483، وفيما عدا اختفائهم، كان الدليل الوحيد على ذلك استنتاجيًا. ونتيجة لذلك، اقتُرحت العديد من الفرضيات الأخرى حول مصيرهم، من ضمنها الاقتراح الذي يقول بأنهم قتلوا على يد هنري ستافورد، دوق باكنغهام الثاني أو هنري السابع، من بين عدة آخرين. وقد اقتُرح أيضًا أن أحد الأميرين أو كليهما ربما نجا من الاغتيال. في عام 1487، ادعى لامبرت سيمن في البداية أنه ريتشارد، دوق يورك، لكنه ادعى لاحقًا أنه إدوارد بلانتاجنت، إيرل وارويك السابع عشر. منذ عام 1491 حتى القبض عليه في عام 1497، ادعى بيركين واربيك أن ريتشارد، دوق يورك، هو الفاعل بعد أن افترضوا أنه هرب إلى الفلاندر. دعم بعض المعاصرين ادعاء واربيك (من ضمنهم عمة الأمراء المختفين، مارغريت من يورك).
في عام 1674، نبش العمال في البرج صندوقًا خشبيًا يحتوي على اثنين من الهياكل العظمية البشرية الصغيرة. وُجدت العظام في صندوق تحت بيت الدرج في برج لندن. قُبلت العظام في ذلك الوقت باعتبارها عظام الأمراء على نطاق واسع، ولكن ذلك الأمر لم يُثبت، وكان أبعد من أن يكون مؤكدًا. قام الملك تشارلز الثاني بدفن العظام في دير وستمنستر، وبقيت هناك.

## خلفية
في 9 أبريل عام 1483، توفي إدوارد الرابع ملك إنجلترا بشكل مفاجئ بعد مرض استمر حوالي ثلاثة أسابيع. في ذلك الوقت، كان ابن إدوارد، الملك الجديد إدوارد الخامس، في قلعة لودلو، وكان شقيق الملك المتوفي، ريتشارد، دوق غلوستر، في قلعة ميدلهام في يوركشاير. وصلت الأخبار إلى غلوستر حوالي 15 أبريل، على الرغم من أنه ربما حُّذر من مرض إدوارد مسبقًا. وتفيد التقارير أنه ذهب بعد ذلك إلى كاتردائية يورك «للتعهد علنا بولائه لملكه الجديد». يذكر كتاب كرويلاند كرونيكل أن إدوارد الرابع قام قبل وفاته، بتعيين شقيقه غلوستر كوصيٍّ على العرش. ولكن ربما طلب إدوارد لم يكن ذو أهمية، لأنه «كما أظهرت سابقة هنري الخامس، لم يكن مجلس التاج ملزمًا باتباع رغبات ملك ميت «.
انطلق إدوارد الخامس وغلوستر إلى لندن من الغرب والشمال على التوالي، والتقيا في ستوني ستافورد في 29 أبريل. في صباح اليوم التالي، ألقى غلوستر القبض على حاشية إدوارد بما في ذلك عم الأولاد، أنتوني وودفيل، إيرل ريفرز الثاني وأخوهم غير الشقيق السير ريتشارد غراي. وأُرسلوا إلى قلعة بونتيفراكت في يوركشاير حيث تم قطع رؤوسهم في 25 يونيو. استحوذ غلوستر على الملك من الأمير نفسه، مما دفع إليزابيث وودفيل إلى اصطحاب ابنها الآخر، ريتشارد، دوق يورك الأول، وبناتها إلى حرم في كاتدرائية وستمنستر.
وصل إدوارد الخامس وغلوستر سويةً إلى لندن. استمرت الخطط من أجل حفل تتويج إدوارد، ولكن الموعد أُجل من 4 مايو إلى 25 يونيو، وفي 19 مايو 1483 أقام إدوارد في برج لندن، ثم في مكان الإقامة التقليدية للملوك قبل حفل التتويج. في 16 يونيو، انضم إليه شقيقه الأصغر ريتشارد، دوق يورك، الذي أقام في السابق في حرم، وعند هذه المرحلة أجّل عمهم غلوستر تاريخ تتويج إدوارد إلى أجل غير مسمى. في يوم الأحد 22 يونيو، ألقى الدكتور رالف شا، شقيق عمدة لندن خطبةً في كاتدرائية القديس بولس مُدعيًا أن غلوستر هو الوريث الشرعي الوحيد لعائلة يورك. في 25 يونيو / حزيران، طالب «مجموعة من اللوردات والفرسان والسادة» ريتشارد بتولي العرش، وأعلن البرلمان بعد ذلك أن كلا الأميرين غير شرعيين. أُكد ذلك الأمر في عام 1484 بموجب قانون صدر عن البرلمان عرف باسم اللقب الملكي. نص القانون على أن زواج إدوارد الرابع وإليزابيث وودفيل كان غير صالح بسبب امتلاك إدوارد لعقد زواج سابق من الليدي إلانور بتلر. توج غلوستر بصفة ريتشارد الثالث ملك إنجلترا في 3 يوليو، ووصفت روزماري هوراكس إعلان عدم شرعية الأولاد بأنه مسوغ بأثر رجعي لاستلام ريتشارد العرش.

## الأدلة
لم يوجد دليل مباشر على أن الأميرين قتلا، سوى اختفائهم، و «لم توجد مصادر موثوقة أو مطلعة أو مستقلة أو محايدة» للأحداث ذات الصلة.  ومع ذلك، وبعد اختفائهم، انتشرت شائعات مقتلهم بشكلٍ سريع. لا يوجد سوى رواية معاصرة وحيد لفترة وجود الأولاد في البرج: لدومينيك مانسيني. لم تُكتشف رواية مانسيني حتى عام 1934، في مكتبة بلدية في مدينة ليل. غالبًا ما يُزعم أن الروايات التي كُتبت لاحقًا بعد انضمام هنري تودور متحيزة أو متأثرة بدعاية تودور.
شكل العثور على أربع جثث مجهولة الهوية حدثًا يمكن ربطه بأحداث هذه الفترة: اثنتان منهما في برج لندن واثنتان في كنيسة القديس جورج، في قلعة وندسور. حُرقت الجثتان اللتان عُثر عليهما في البرج في دير وستمنستر، لكن سلطات الدير رفضت السماح بإخضاع أي من مجموعتي الرفات لتحليل الحمض النووي بغية تأكيد ما إن كانت بقايا الأميرين.

### الشائعات
تشير عدة مصادر إلى انطلاق شائعات عن وفاة الأمريين عقب اختفائهم. انتشرت شائعات القتل أيضا حتى فرنسا. في كانون الثاني / يناير عام 1484، حث غيوم دو روشفور، اللورد الفرنسي، الجمعية الوطنية أن تأخذ مصير الأمراء «بمثابة تحذير»، حيث كان ملكهم تشارلز الثامن يبلغ من العمر 13 عامًا فقط. أشارت جميع التقارير المبكرة ومن بينها تقرير روشفور فيليب دو كومين (سياسي فرنسي)، وكاسبر واين ريك (مؤرخ ألماني معاصر)، وجان آليرتز (مُسجل روتردام)، أن ريتشارد هو من قتل الأمراء قبل أن يستولي على العرش (وبالتالي قبل يونيو 1483).  وأشارت مذكرات دو كومين(سي.1500)، إلى دوق باكنغهام بأنه الشخص «الذي قتلهم».
كانت رواية مانسيني هو الرواية المعاصرة الوحيدة، فقد كتبت في لندن قبل نوفمبر عام 1483. كُتبت رواية كرويلاند كرونيكل ودو كومين بعد ثلاث وسبعة عشر عامًا على التوالي (وبالتالي بعد وفاة ريتشارد الثالث وانضمام هنري السابع). جادل ماركام، الذي كتب قبل وقت طويل من اكتشاف رواية مانسيني، بأن بعض الروايات، بما في ذلك كرويلاند كرونيكل، ربما أُلفت أو تأثرت بشكل كبير بجون مورتن، رئيس أساقفة كانتربيري، من أجل تجريم ريتشارد الثالث.